# Sematophyllum subscabrellum
Sematophyllum subscabrellum är en bladmossart som beskrevs av Ferdinand François Gabriel Renauld och Jules Cardot 1897. Sematophyllum subscabrellum ingår i släktet Sematophyllum och familjen Sematophyllaceae. Inga underarter finns listade i Catalogue of Life.